# Богородицкая (Моршанский район)
Богородицкая — упразднённая деревня в Моршанском районе Тамбовской области России. На момент упразднения входила в состав Старотомникого сельсовета. Исключена из учётных данных в 2017 году.

## География
Деревня находилась в северной части области, в лесостепной зоне, в пределах Окско-Донской низменной равнины, на берегу реки Кермись, на расстоянии примерно 44 километра (по прямой) к северо-востоку от города Моршанска, административного центра района.

### Климат
Климат умеренно континентальный, относительно сухой, с холодной продолжительной зимой и тёплым летом. Средняя температура воздуха самого холодного месяца (января) — −11,3 °C (абсолютный минимум — −43 °C); самого тёплого месяца (июля) — 19,7 °C (абсолютный максимум — 39 °С). Период с положительной температурой выше 10 °C длится 145 дней. Среднегодовое количество атмосферных осадков составляет около 547 мм. Продолжительность залегания снежного покрова составляет в среднем 138 дней.

## Население
| 2010 |
| ---- |
| 0    |

### Национальный состав
Согласно результатам переписи 2002 года, в национальной структуре населения русские составляли 100 % из 12 чел.